# Estranged
"Estranged" é uma canção da banda norte-americana de hard rock Guns N' Roses, lançada no álbum Use Your Illusion II, o quarto da banda. Composta por Axl Rose e  Slash — que não recebeu o crédito pela composição na guitarra, mas apenas um agradecimento do vocalista no encarte — é baseada na história do conturbado relacionamento de Rose com sua ex-esposa, Erin Everly. O videoclipe é a terceira parte - e última - de uma trilogia não-oficial de vídeos ("Don't Cry" e "November Rain") para os dois álbuns Use Your Illusion. 
Com mais de nove minutos de duração, "Estranged", também conhecida por seu videoclipe, é a mais longa música do Use Your Illusion II e a segunda mais longa da banda (depois de "Coma" do Use Your Illusion I). A canção possui muitos versos e não tem um refrão definido. Ela também tem vários solos de guitarra e piano.
De acordo com Slash, a canção foi escrita enquanto a banda estava ensaiando pois iriam passar um longo período de tempo em Chicago. A canção foi escrita em 1990, época em que Axl tinha 28 anos, como descreve na letra da música e trata do fim de seu casamento com Erin Everly. Nunca foi casado com Stephanie Seymour, modelo que conheceu apenas em 1991, quando a música já havia sido composta e gravada.

## Videoclipe
Lançado em dezembro de 1993, o videoclipe da música faz parte da terceira e última parte de uma trilogia não oficial de videoclipes baseado em um conto intitulado Without You de Del James (precedido por "Don't Cry" e "November Rain") dos álbuns Use Your Illusion I e Use Your Illusion II. O orçamento foi estimado em US$4 milhões de dólares.
O videoclipe começa como Axl Rose sendo procurado por membros da SWAT enquanto estava escondido no que parecia ser uma mansão abandonada (sua casa real), e depois, em um flashback, Axl é mostrado sendo escoltado para fora da propriedade (presumivelmente marital). Durante esta sequência, definições de dicionário para "Estranged" são exibidas na tela sugerindo que Axl está passando por uma separação. Definições de ilusão e desilusão também aparecem. O próximo segmento apresenta a banda inteira embarcando com seu equipamento num Antonov An-124, um avião de transporte. Pouco depois em alguns trechos do clip, Axl aparece andando em uma calçada com a rua tomada por água onde grupo de golfinhos o começa a seguir. Na seqüência final, Axl é visto caminhando no convés de um Judith Prosperity, um petroleiro, onde no clímax do vídeo, ele pula na água em uma aparente tentativa de suicídio, logo Gilby Clarke aparece jogando uma boia para Axl, mas ele ignora, depois Duff McKagan também aparece para tentar resgata-lo no meio de uma tempestade no meio do mar em um barco, mas não consegue, porém, acaba sendo resgatado por um grupo de golfinhos-roazes, daí Slash sai de dentro da água e faz um solo de guitarra flutuando sobre a água, sendo essa uma marca do vídeo. Com o tempo já calmo, Matt Sorum aparece com um helicóptero salva vidas e resgata Axl. Daí aparecem 2 definições para desilusão com um vídeo no fundo, nele um tênis com o nome "AXL" aparece no fundo do mar. O vídeo termina com uma nota de Axl Rose, que diz: "Lose your Illusions, Love Axl GNR '93".
No vídeo o Rainbow Bar and Grill aparece várias vezes, que também é visto no videoclipe das música "Don't Cry" e "November Rain". O videoclipe assim como o de Don't Cry e November Rain é considerado pelos fans uma obra-prima da banda.

## Performances
"Estranged" foi tocada ao vivo muito freqüentemente durante a Use Your Illusion Tour que durou dois anos, 1991 a 1993. Normalmente, durante as apresentações desta canção, Dizzy Reed toca piano ao invés de Axl Rose. Uma versão ao vivo desta canção pode ser ouvida no único álbum ao vivo da banda, o Live Era: '87-'93. Durante a Chinese Democracy World Tour, um riff da música, às vezes, é incluído na interpretação solo de Ron Thal de The Pink Panther Theme. Em dezembro de 2008, Axl falou de seu desejo de trazer de volta Estranged ao setlist da banda. A canção voltou a ser tocada ao vivo pela banda após 18 anos no Rock in Rio 2011, em 03 de outubro de 2011 no encerramento do festival, e foi tocada em todos os shows da turnê pela América em 2011. A música foi tocada em todos os shows da última turnê do Guns, Not in This Lifetime.

## Formatos e faixas
| Alemanha e Austrália CD |                          |                                  |         |  |
| N.º                     | Título                   | Compositor(es)                   | Duração |  |
| 1.                      | "Estranged" (versão LP)  | Axl Rose, Slash                  | 9:23    |  |
| 2.                      | "The Garden" (versão LP) | Axl Rose, West Arkeen, Del James | 5:22    |  |

## Créditos
Guns N' Roses
- Axl Rose – vocais, piano
- Slash – guitarra solo
- Izzy Stradlin –  guitarra rítmica
- Duff McKagan – baixo
- Matt Sorum – bateria
- Dizzy Reed - teclados